# Nokia 5500 Sport
Il Nokia 5500 Sport è uno smartphone prodotto dall'azienda finlandese Nokia e messo in commercio nel 2006. Il telefono possiede una scocca in acciaio inox e alcuni componenti in gomma per renderlo più resistente agli urti.

## Caratteristiche
- Dimensioni: 107 x 45 x 18 mm
- Massa: 103 g
- Sistema operativo: Symbian OS 9.1 Series60 v3.0
- Risoluzione display: 208 x 208 pixel a 262.144 colori
- Durata batteria in conversazione: 2-3 ore
- Durata batteria in standby: 150-240 ore (6-10 giorni)
- Fotocamera: 2.0 megapixel
- Memoria: 64 MB espandibile con MicroSD fino a 1 GB
- Bluetooth e USB